# Mouez Hassen
Mouez Hassen (ur. 5 marca 1994 w Fréjus) – tunezyjski piłkarz francuskiego pochodzenia występujący na pozycji bramkarza we francuskim klubie LB Châteauroux oraz w reprezentacji Maroka. Wychowanek OGC Nice, w swojej karierze grał także w Southampton.

## Statystyki kariery
Stan na 26 lutego 2017 r.
| Sezon     | Klub        | Kraj    | Rozgrywki      | Mecze | Bramki | Puchary krajowe                        | Mecze | Bramki |
| --------- | ----------- | ------- | -------------- | ----- | ------ | -------------------------------------- | ----- | ------ |
| 2013/2014 | OGC Nice    | Francja | Ligue 1        | 5     | 0      | Puchar Francji                         | 2     | 0      |
| 2014/2015 | OGC Nice    | Francja | Ligue 1        | 30    | 0      | Puchar Francji                         | 1     | 0      |
| 2015/2016 | OGC Nice    | Francja | Ligue 1        | 14    | 0      | Puchar Francji Puchar Ligi Francuskiej | 1 1   | 0 0    |
| 2016/2017 | OGC Nice    | Francja | Ligue 1        | 0     | 0      | -                                      | -     | -      |
| 2016/2017 | Southampton | Anglia  | Premier League | 0     | 0      | -                                      | -     | -      |